# Musikjahr 1866
Liste der Musikjahre

◄◄ | ◄ | 1862 | 1863 | 1864 | 1865 | Musikjahr 1866 | 1867 | 1868 | 1869 | 1870 | ► | ►►

Weitere Ereignisse
Dieser Artikel behandelt das Musikjahr 1866.

## Ereignisse

### Uraufführungen

#### Oper

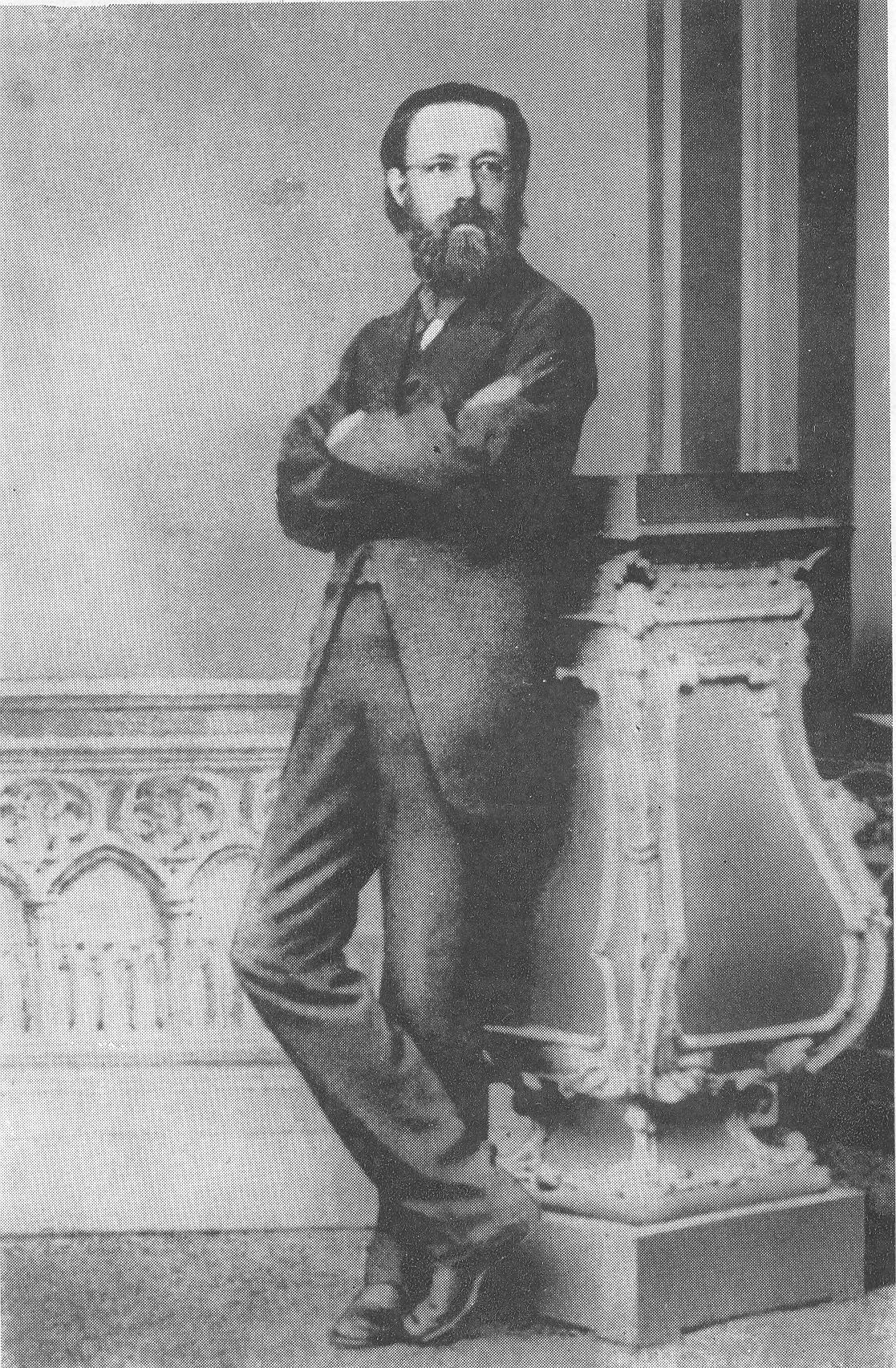
Smetana um 1860

- 05. Januar: Am České Prozatímní Divadlo in Prag findet die Uraufführung der Oper Braniboři v Čechách (Die Brandenburger in Böhmen) von Bedřich Smetana statt. Der Text stammt von Karel Sabina nach einem historischen Roman von Josef Kajetán Tyl. Mit diesem Werk gewinnt der Komponist ein Preisausschreiben für die erste nationale Oper. Nach anfänglichem großem Erfolg kann sich das Werk jedoch nicht langfristig auf der Bühne halten.
- 07. April: Die Oper Virginia von Saverio Mercadante wird am Teatro San Carlo in Neapel uraufgeführt. Das Libretto von Salvadore Cammarano basiert auf der gleichnamigen Tragödie von Vittorio Alfieri und einer Geschichte von Titus Livius. Virginia ist schon einige Jahre vor der Uraufführung fertiggestellt, von der Zensur aber verboten worden. Die Oper ist das letzte vollendete Bühnenwerk des Komponisten.
- 27. Mai: Die Uraufführung der romantischen Oper Astorga von Johann Joseph Abert nach einem Libretto von Ernst Heinrich Anton Pasqué findet am Königlichen Hoftheater in Stuttgart statt. Grundlage für das Libretto ist eine legendäre Episode aus dem Leben des Komponisten Emanuele d’Astorga, wobei dessen Komposition Stabat mater eine dramaturgische Schlüsselfunktion zukommt.

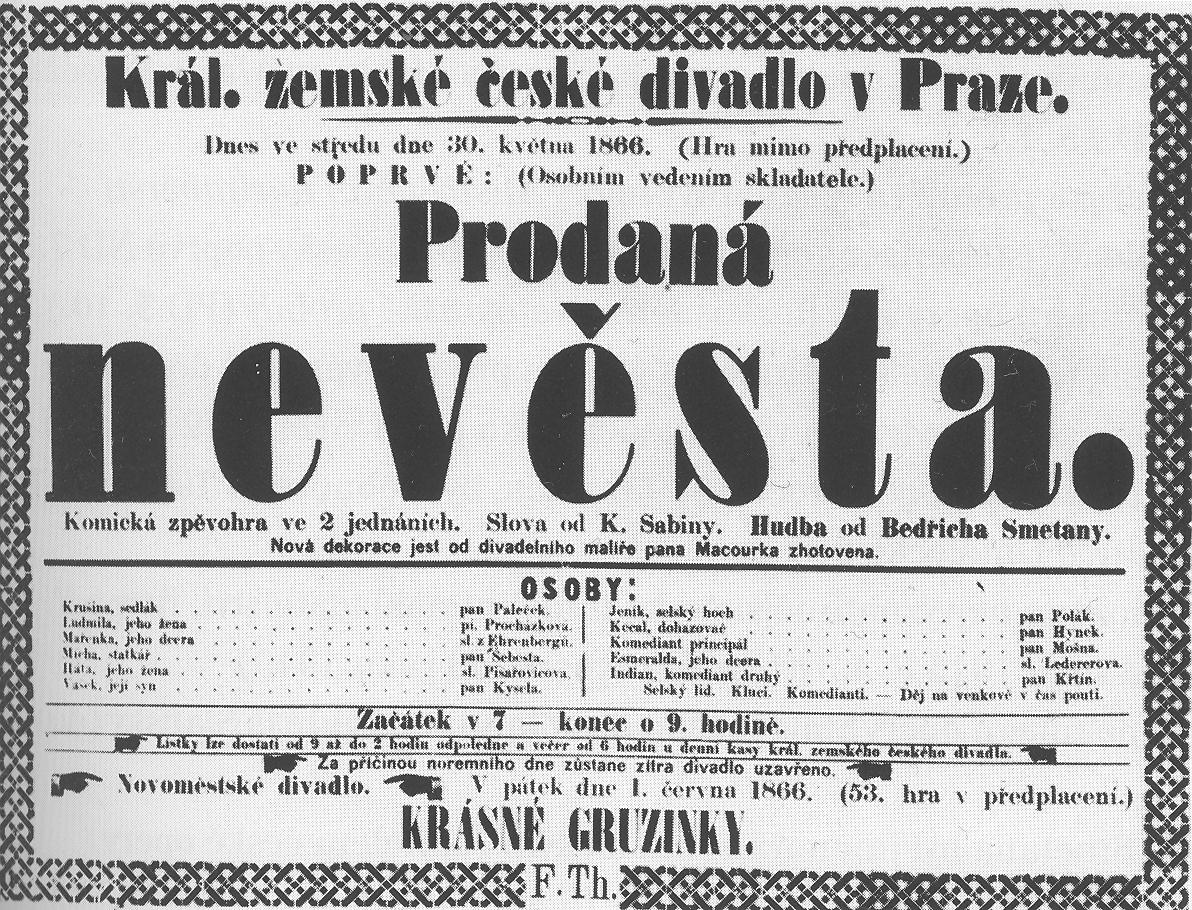
Poster für die Uraufführung

- 30. Mai: Die komische Oper Prodaná nevěsta (Die verkaufte Braut) von Bedřich Smetana auf ein Libretto von Karel Sabina hat ihre Uraufführung am České Prozatímní Divadlo in Prag.
- 07. Juni: In einer überarbeiteten zweiaktigen Fassung mit zusätzlicher Musik wird die Oper La colombe von Charles Gounod von der Opéra-Comique im Salle Favart in Paris aufgeführt.
- 17. November: Die Oper Mignon von Ambroise Thomas wird mit Erfolg an der Opéra-Comique in Paris uraufgeführt. Das Libretto von Jules Barbier und Michel Carré hat als Vorlage einen kleinen Teil aus dem Roman Wilhelm Meisters Lehrjahre von Johann Wolfgang von Goethe.

#### Operette

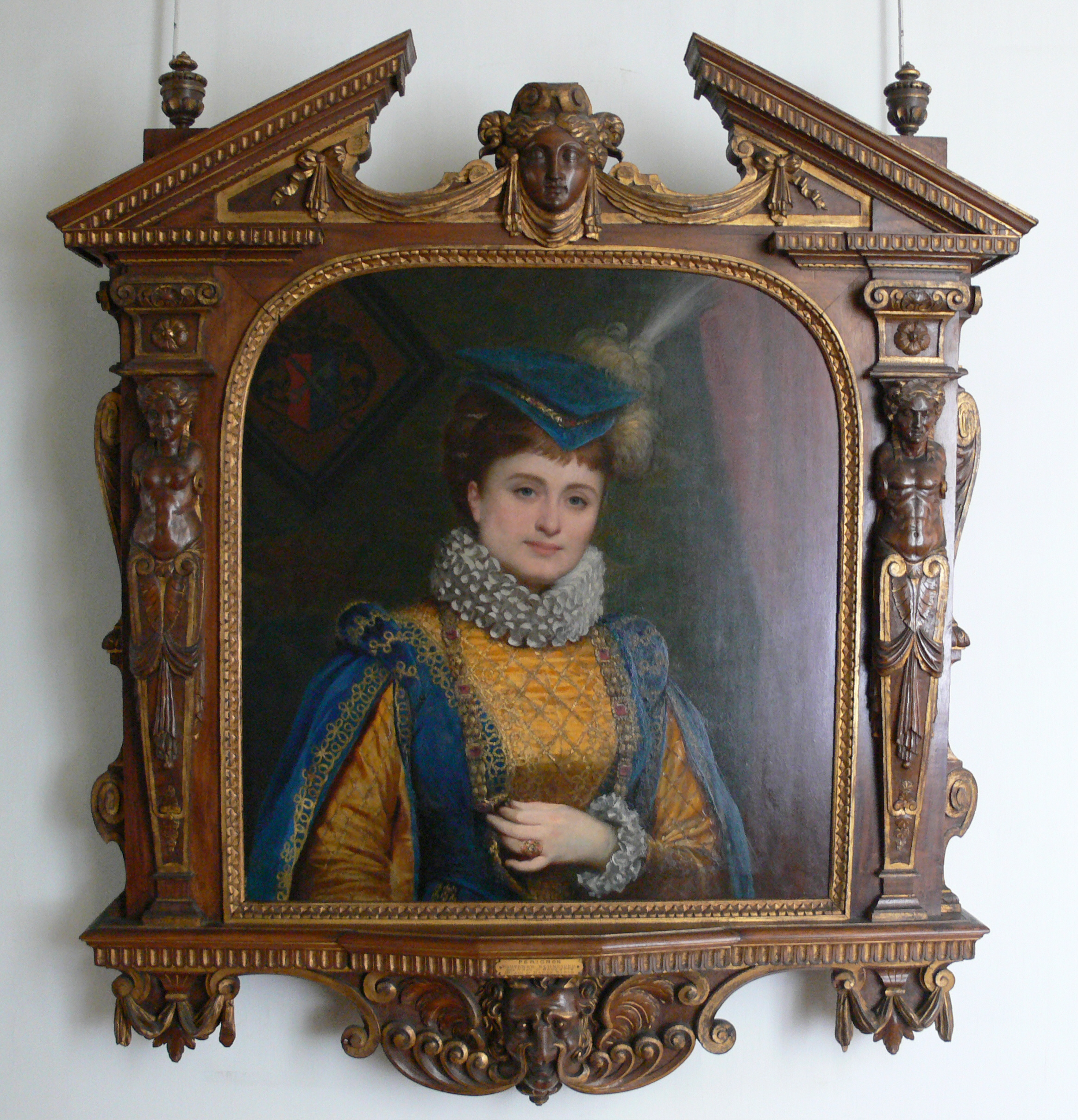
Hortense Schneider als Boulotte in Barbe-Bleue

- 5. Februar: Am Pariser Théâtre des Variétés wird Jacques Offenbachs Operette Barbe-Bleue (Blaubart) uraufgeführt. Das Libretto stammt von Henri Meilhac und Ludovic Halévy.
- 21. März: Am Carltheater in Wien wird Franz von Suppés Operette Leichte Kavallerie mit Karl Costas Libretto uraufgeführt. Sie ist heute nur noch durch ihre weltberühmte Ouvertüre bekannt.

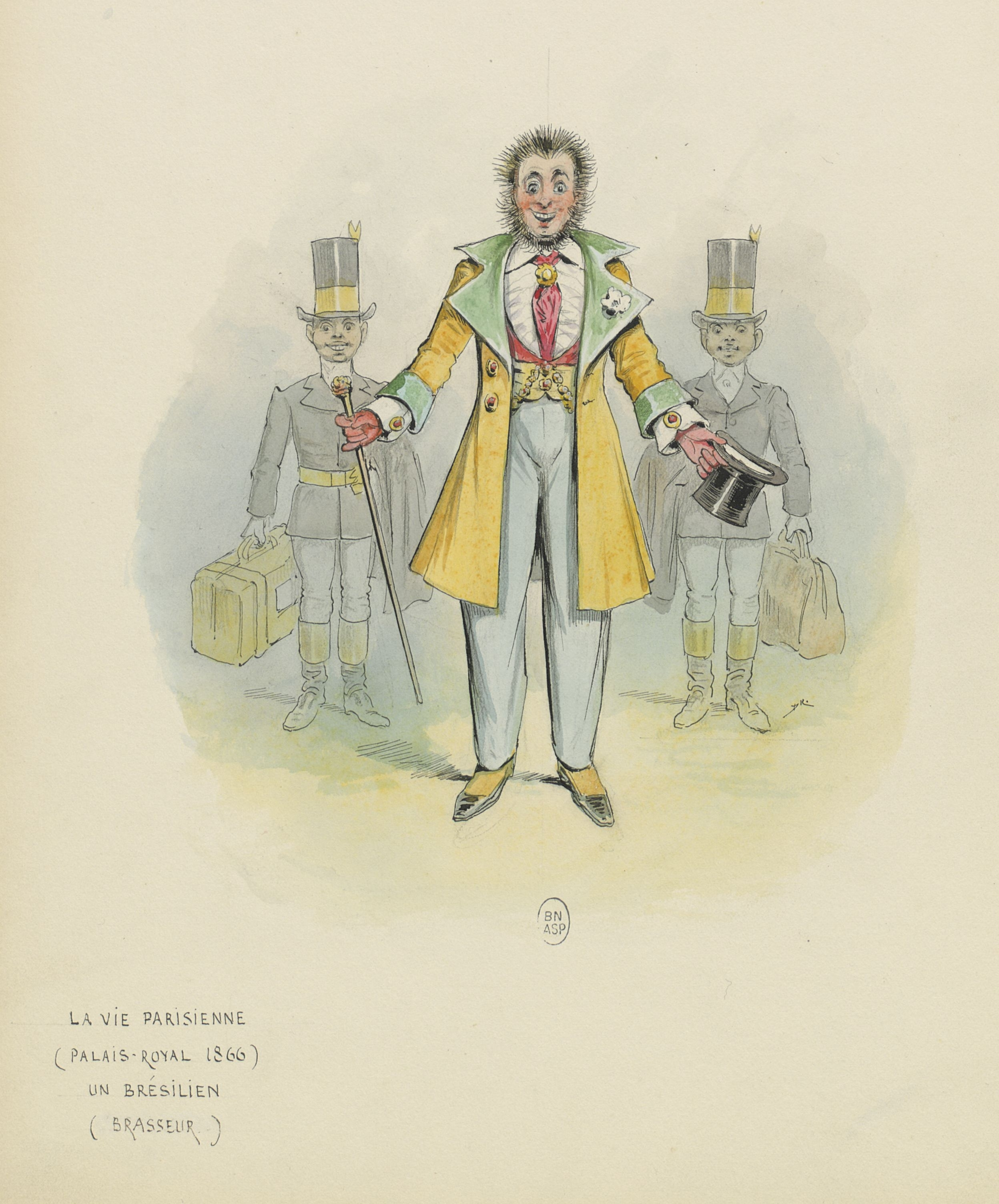
Kostümbild aus Pariser Leben

- 31. Oktober: Am Théâtre du Palais-Royal in Paris wird die Operette Pariser Leben von Jacques Offenbach uraufgeführt, die zu einem seiner erfolgreichsten Werke wird. Auch dieses Libretto stammt von Henri Meilhac und Ludovic Halévy.
- 17. November: Die Opéra bouffe Les chevaliers de la table ronde von Hervé (Musik) mit einem Libretto von Henri Chivot und Alfred Duru wird im Théâtre des Bouffes-Parisiens in Paris uraufgeführt.

#### Instrumentalmusik
- 24. April: Das Violinkonzert Nr. 1 op. 26 von Max Bruch wird vom Geiger Otto von Königslöw unter der Leitung Bruchs uraufgeführt.

#### Weitere Werke
- 04. August: Das Werk Cantique de Jean Racine, für das Gabriel Fauré im Vorjahr den ersten Preis in einem Kompositionswettbewerb gewonnen hat, wird in einer Fassung mit Streichern und Orgel zur Einweihung der Orgel in der Abtei Saint-Sauveur in Montivilliers uraufgeführt. Der Komponist sitzt dabei selbst an der Orgel.
- 12. November: Das Ballett La Source von Arthur Saint-Léon über ein Libretto von Charles Nuitter und mit der Musik von Ludwig Minkus und Léo Delibes wird im Salle Le Peletier in Paris uraufgeführt.

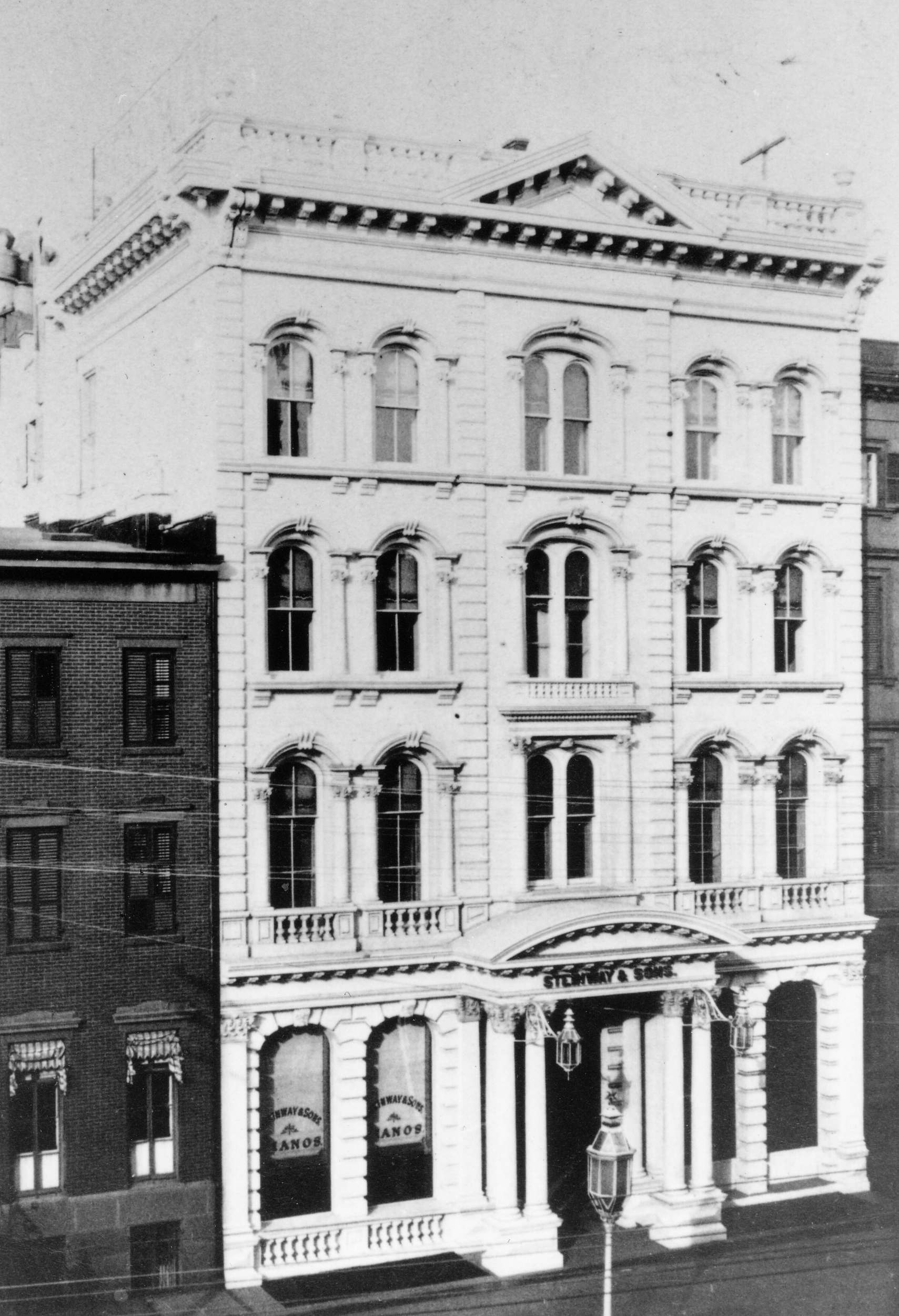
Die Steinway Hall in der 14th Str. in New York

### Vereinsgründungen
- Der Berliner Dilettanten Orchester Verein wird gegründet.

### Sonstiges
- 22. Mai: William Steinway, Geschäftsführer von Steinway & Sons, lässt in der 14th Street in Manhattan nach dem Vorbild Pariser firmeneigener Konzerthallen die Steinway Hall errichten. Die Grundsteinlegung erfolgt vier Tage, nachdem die am gleichen Ort befindliche New Yorker Academy of Music bis auf die Grundmauern abgebrannt ist.
- 03. Juli: Nach dem Sieg preußischer Truppen in der Schlacht bei Königgrätz über Österreichs Armee komponiert der Militärmusiker Johann Gottfried Piefke angeblich noch auf dem Schlachtfeld den Königgrätzer Marsch.
- Pjotr Iljitsch Tschaikowski schreibt seine 1. Sinfonie.
- Johann Strauss (Sohn) bringt folgende Werke heraus: Wiener Bonbons (Walzer) op. 307; Feenmärchen (Walzer) op. 312; Damenspende (Polka) op. 305; Par force! (Schnellpolka) op. 308; Sylphen-Polka op. 309; Tändelei (Polka) op. 310 und die Wildfeuer (Polka) op. 313.
- Anton Bruckner: Der Abendhimmel, WAB 56; Um Mitternacht, WAB 90; Vaterländisch Weinlied, WAB 91; Vaterlandslied, WAB 92; Abendklänge für Violine und Klavier, WAB 110

## Geboren

### Januar bis Juni
- 01. Januar: Domènec Mas i Serracant, katalanischer Organist, Kapellmeister und Komponist († 1944)
- 09. Januar: Robert Leffler, deutscher Sänger, Schauspieler und Regisseur († 1940)

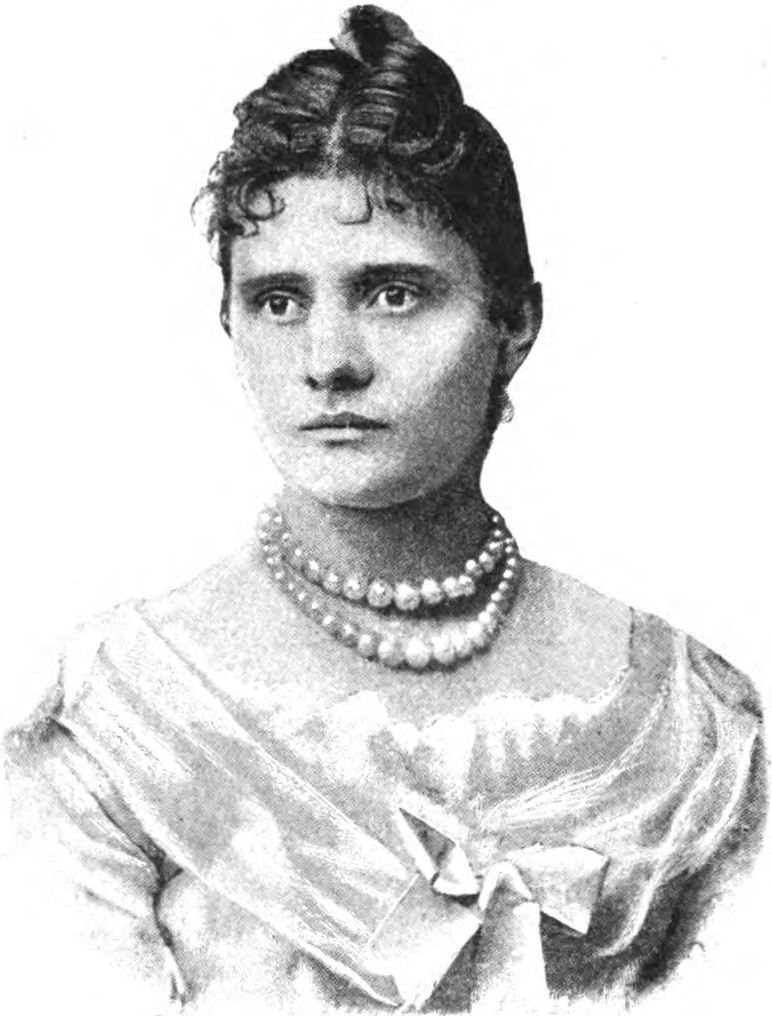
Gabriele Wietrowetz; * 13. Januar

- 13. Januar: Wassili Sergejewitsch Kalinnikow, russischer Komponist († 1901)
- 13. Januar: Gabriele Wietrowetz, im Kaisertum Österreich gebürtige Violinistin († 1937)
- 05. Februar: Rosetter Gleason Cole, US-amerikanischer Komponist († 1952)
- 06. Februar: Henri Letocart, französischer Organist und Komponist († 1945)
- 10. Februar: Bror Beckman, schwedischer Komponist († 1929)
- 12. Februar: Marcella Pregi, Schweizer Sopransängerin und Gesangslehrerin († 1958)
- 13. Februar: Hugo Röhr, deutscher Komponist († 1937)
- 16. Februar: David Mannes, US-amerikanischer Geiger, Dirigent und Musikpädagoge († 1959)
- 16. Februar: Johann Strauss III, österreichischer Komponist und Dirigent († 1939)
- 09. März: Richard Wintzer, deutscher Maler, Illustrator, Komponist und Schriftsteller († 1952)
- 28. März: Max Bendix, US-amerikanischer Geiger und Dirigent († 1945)

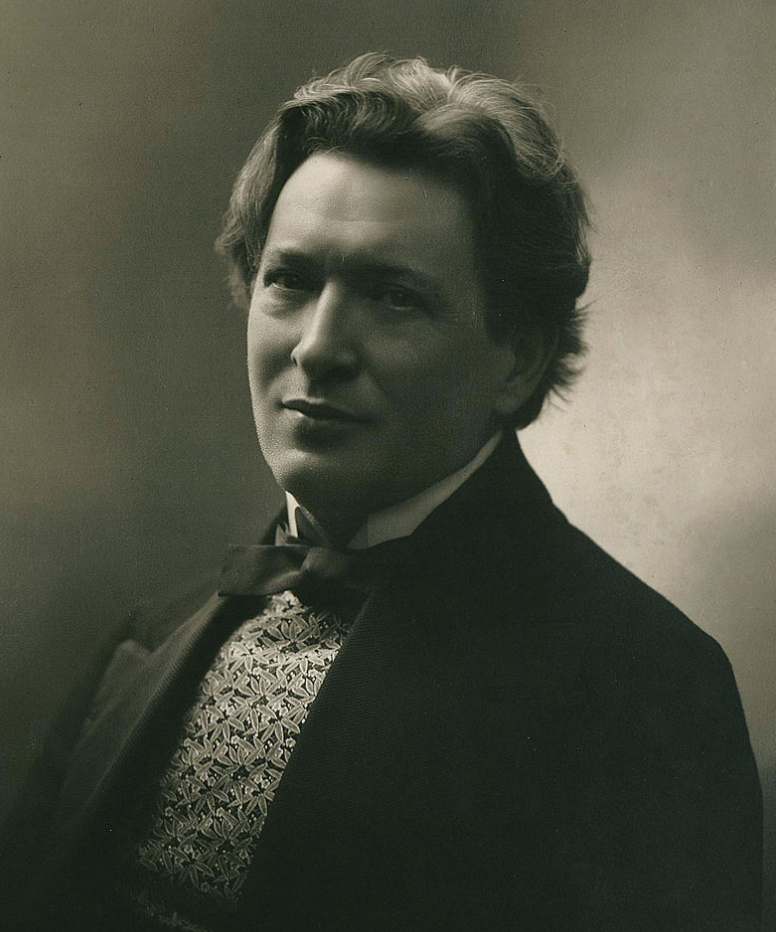
Ferruccio Busoni; * 1. April

- 01. April: Ferruccio Busoni, italienischer Pianist, Komponist, Dirigent und Musiklehrer († 1924)
- 20. April: Victor Hollaender, deutscher Komponist und Dirigent († 1940)
- 13. Mai: Ottokar Nováček, tschechischer Komponist († 1900)
- 17. Mai: Eric Satie, französischer Komponist und Pianist († 1925)
- 31. Mai: Wladimir Iwanowitsch Rebikow, russischer Komponist († 1920)
- 31. Mai: Arno Julius Reichert, deutscher Bibliothekar, Sänger und Komponist († 1933)
- 15. Juni: Charles Wood, irischer Komponist († 1926)
- 27. Juni: Clotilde Kleeberg, französische Pianistin deutsch-jüdischer Abstammung († 1909)

### Juli bis Dezember
- 09. Juli: Maurice Rambert, Schweizer Radiopionier und Unternehmer († 1941)

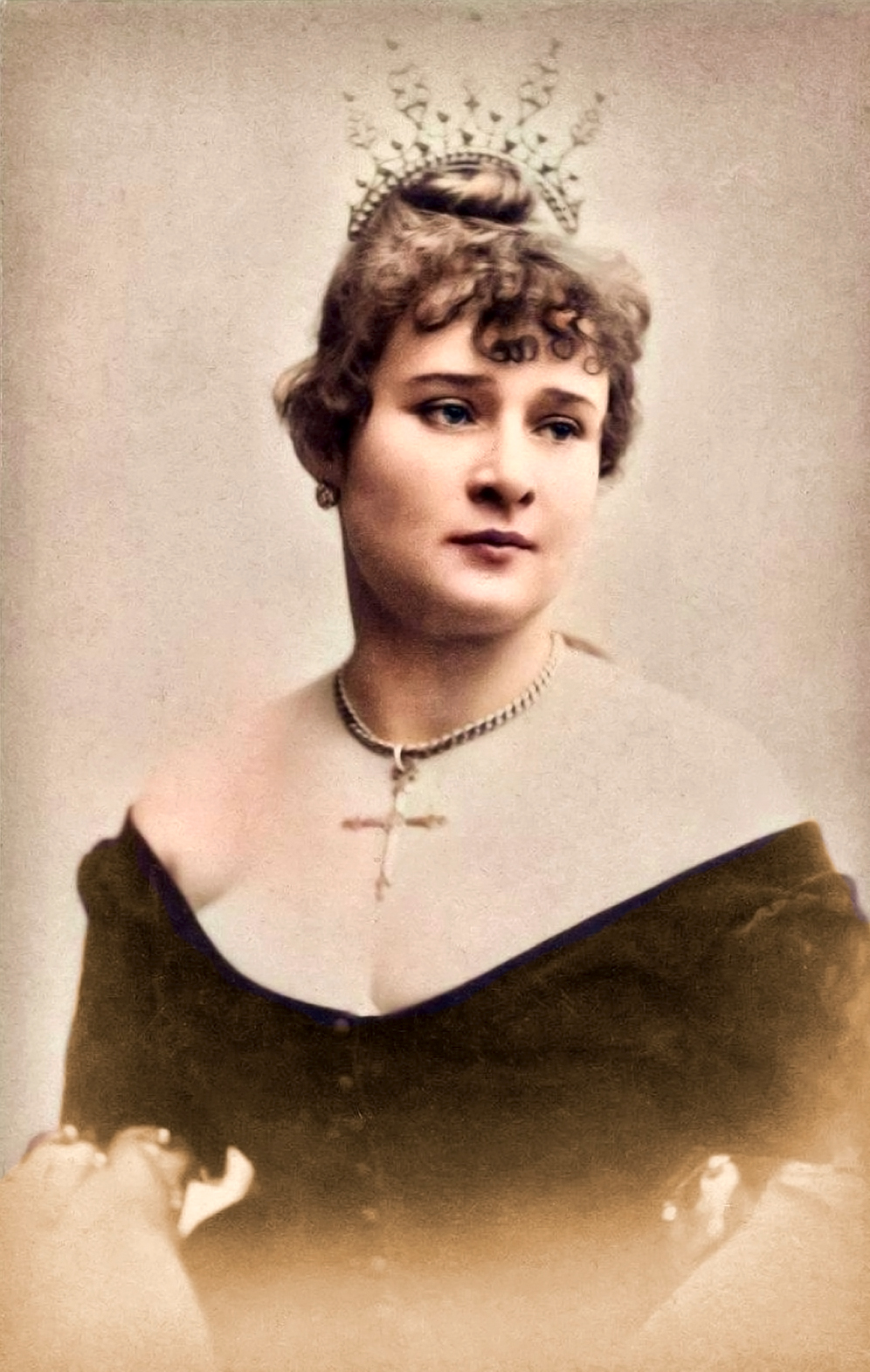
La Goulue; * 12. Juli

- 12. Juli: La Goulue, französische Cancan-Tänzerin und Dompteuse († 1929)
- 13. Juli: Anacleto de Medeiros, brasilianischer Komponist († 1907)
- 23. Juli: Francesco Cilea, italienischer Komponist und Musiklehrer († 1950)
- 07. August: Bruno Ahner, deutscher Geiger und Konzertmeister († 1942)
- 09. August: Alban Lipp, deutscher Lehrer, Kirchenmusiker, Komponist und Herausgeber musikalischer Werke († 1903)
- 04. September: Georg Münzer, deutscher Musikwissenschaftler († 1908)
- 10. September: Tor Aulin, schwedischer Komponist († 1914)
- 13. September: Victor Heinisch, deutscher Harfenist und Komponist († 1910)
- 16. September: Alexandrine Armfelt, russische bzw. sowjetische Komponistin († 1933)
- 26. September: Aurelio Silva, chilenischer Violinist und Musikpädagoge († 1923)
- 02. Oktober: Friedrich Grützmacher, deutscher Cellist († 1919)
- 13. Oktober: Lillian Sanderson, US-amerikanische Sängerin und Gesangspädagogin († 1947)
- 19. Oktober: Clarence Lucas, kanadischer Komponist, Dirigent und Musikpädagoge († 1947)
- 25. Oktober: Georg Schumann, deutscher Komponist, Dirigent, Musikpädagoge, Professor, Direktor der Sing-Akademie zu Berlin († 1952)
- 06. November: Emile Lauber, Schweizer Dirigent, Komponist und Musikpädagoge († 1935)
- 07. November: Paul Lincke, deutscher Komponist und Kapellmeister († 1946)
- 21. November: Robert Godet, Schweizer Journalist, Musikkritiker und Übersetzer († 1950)
- 29. November: Waldemar von Baußnern, deutscher Komponist und Musikpädagoge († 1931)
- 08. Dezember: Ernst Radecke, deutsch-schweizerischer Musikdirektor, Musikhistoriker und Musikpädagoge († 1920)
- 17. Dezember: Anna Haasters, deutsche Pianistin († nach 1930)
- 19. Dezember: Dagmar Möller, schwedische Sängerin und Gesangspädagogin norwegischer Herkunft († 1956)
- 29. Dezember: Marie Cahill, US-amerikanische Schauspielerin und Sängerin († 1933)

### Genaues Geburtsdatum unbekannt
- Domingo Brescia, italienischer Komponist († 1939)
- Georges I. Gurdjieff, griechisch-armenischer Weisheitslehrer, Choreograph, Komponist († 1949)
- Ricardo Río Díaz, mexikanischer Pianist, Komponist und Musikpädagoge († 1901)

## Gestorben
- 06. Januar: Louis Antoine Ponchard, französischer Opernsänger (* 1787)
- 04. März: Félix Danjou, französischer Organist, Komponist und Musikwissenschaftler (* 1812)
- 05. März: Johann Gottlieb Laib, Schweizer Lehrer, Pädagoge, Komponist und Dirigent (* 1806)
- 19. März: Louis Clapisson, französischer Komponist (* 1808)
- 20. März: Rikard Nordraak, norwegischer Komponist (* 1842)
- 02. April: Simon Leborne, französischer Komponist und Musikpädagoge (* 1797)
- 21. April: Carolina Kuhlman, schwedische Schauspielerin und Sängerin (* 1778)
- 17. Mai: Adolf Bernhard Marx, deutscher Komponist und Musikwissenschaftler (* 1795)

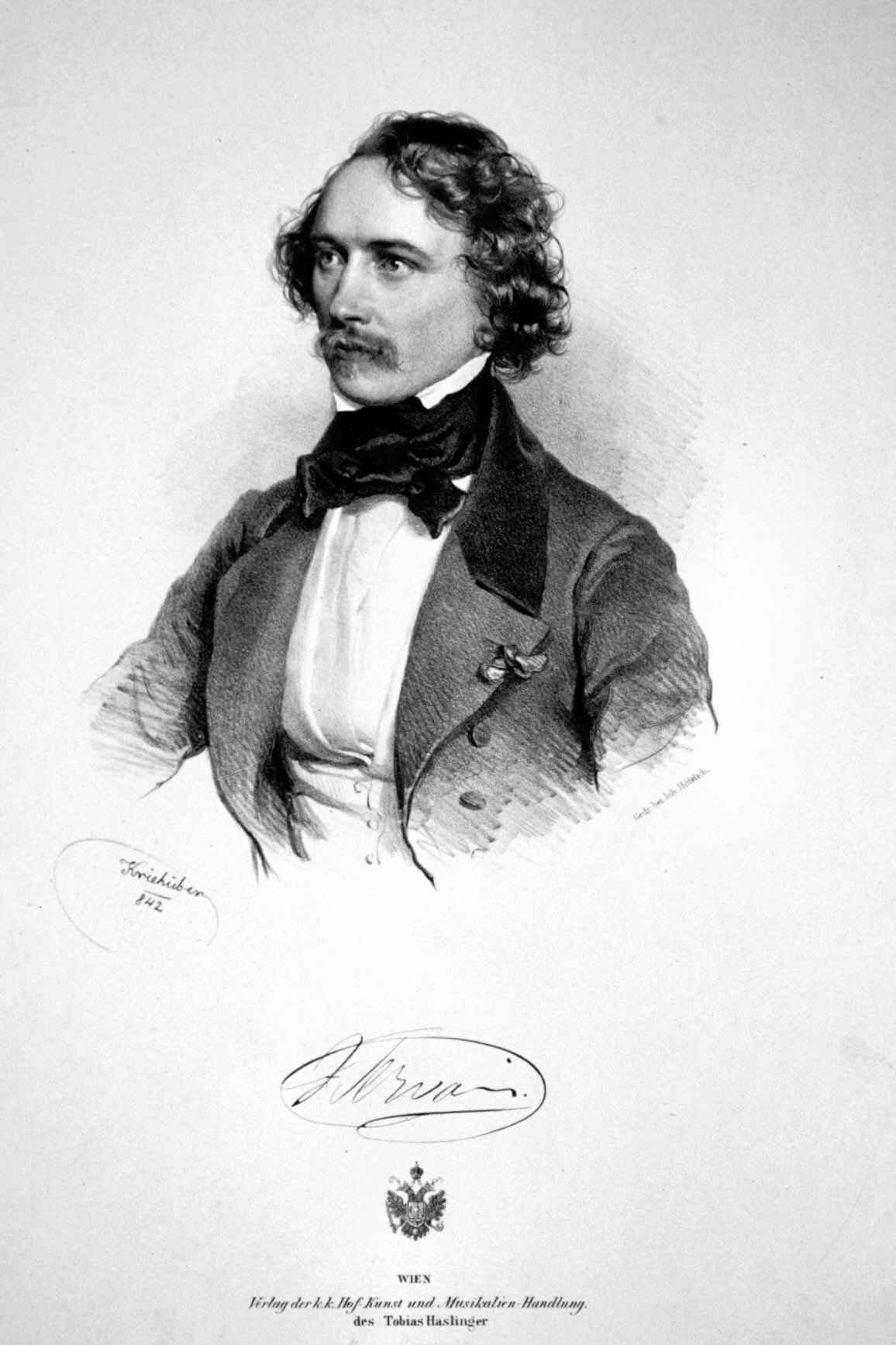
Adrien-François Servais; † 26. November

- 25. Juli: Claude Paris, französischer Komponist (* 1808)
- 28. August: Marianne Angelica van Almonde, preußische Sängerin, niederländischer und schottischer Herkunft (* 1804)
- 01. September: Eugène Walckiers, französischer Flötist und Komponist (* 1793)
- 07. September: Auguste Türrschmidt, deutsche Sängerin und Gesangslehrerin (* 1799)
- 26. September: Carl Jonas Love Almqvist, schwedischer Schriftsteller und Komponist (* 1793)
- 07. Oktober: Victoire Lichtenstein, deutsche Sängerin und Salonnière in Berlin (* 1795)
- 26. November: Adrien-François Servais, belgischer Cellist und Komponist (* 1807)
- 01. Dezember: Jules Auguste Demersseman, französischer Flötist und Komponist (* 1833)
- 03. Dezember: Jan Václav Kalivoda, böhmischer Komponist (* 1801)
- 06. Dezember: Karl Pfaff, deutscher Pädagoge, Historiker und Sängervater (* 1795)